# ČNS IFPI
La Česká národní skupina Mezinárodní federace hudebního průmyslu (ČNS IFPI) è il ramo ceco-slovacco dell'International Federation of the Phonographic Industry atto a rappresentare gli interessi dell'industria discografica nei due paesi.

## Certificazioni di vendita
A partire dal 1º gennaio 2022, la ČNS IFPI certifica album e singoli attraverso i seguenti criteri:

### Repubblica Ceca
Dischi d'oro
- Album: 5 000
- Singoli: 8 000

Dischi di platino
- Album: 20 000
- Singoli: 16 000

### Slovacchia
Dischi d'oro
- Album: 10 000
- Singoli: 2 000

Dischi di platino
- Album: 20 000
- Singoli: 4 000

## Classifiche
La ČNS IFPI si occupa inoltre di stilare le classifiche settimanali degli album e dei singoli nei due Paesi e sono suddivise in tre categorie.

### Repubblica Ceca
- CZ - Singles Digital – Top 100 dei singoli più venduti
- CZ - Albums – Top 100 degli album
- CZ - Radio – Top 100 dei singoli più trasmessi in radio

### Slovacchia
- SK - Singles Digital – Top 100 dei singoli più venduti
- SK - Albums – Top 100 degli album
- SK - Radio – Top 100 dei singoli più trasmessi in radio